# Glaire
Glaire is een Franse gemeente in het departement Ardennes in de regio Grand Est. De gemeente maakt deel uit van het arrondissement Sedan.

## Geschiedenis
De gemeente Glaire werd in 1971 gevormd door de fusie van de gemeenten Glaire-et-Villette en Iges. Glaire-et-Villette was is 1828 gevormd door de fusie van Glaire-Latour en de gemeente Villette.

## Geografie
De oppervlakte van Glaire bedraagt 6,46 vierkante kilometer; Op 1 januari 2022 was de bevolkingsdichtheid 127,6 inwoners per km².

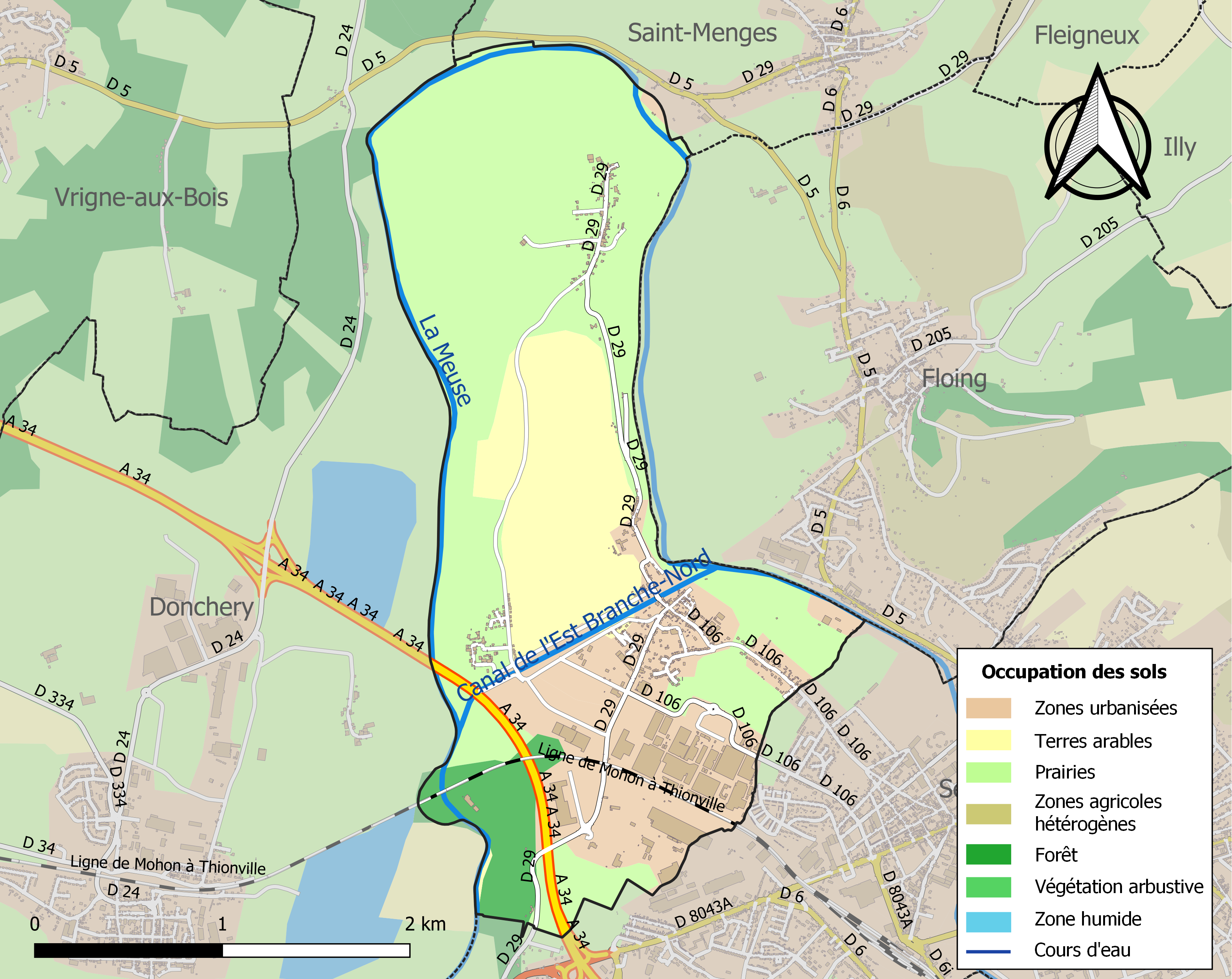
Kaart van de gemeente met de belangrijkste infrastructuur, bodemgebruik en omliggende gemeenten

## Demografie
Onderstaande figuur toont het verloop van het inwonertal.
Vanwege een beveiligingsprobleem met de MediaWiki Graph-software is het momenteel niet mogelijk deze grafiek weer te geven. Zodra de software is bijgewerkt zal de grafiek vanzelf weer zichtbaar worden.

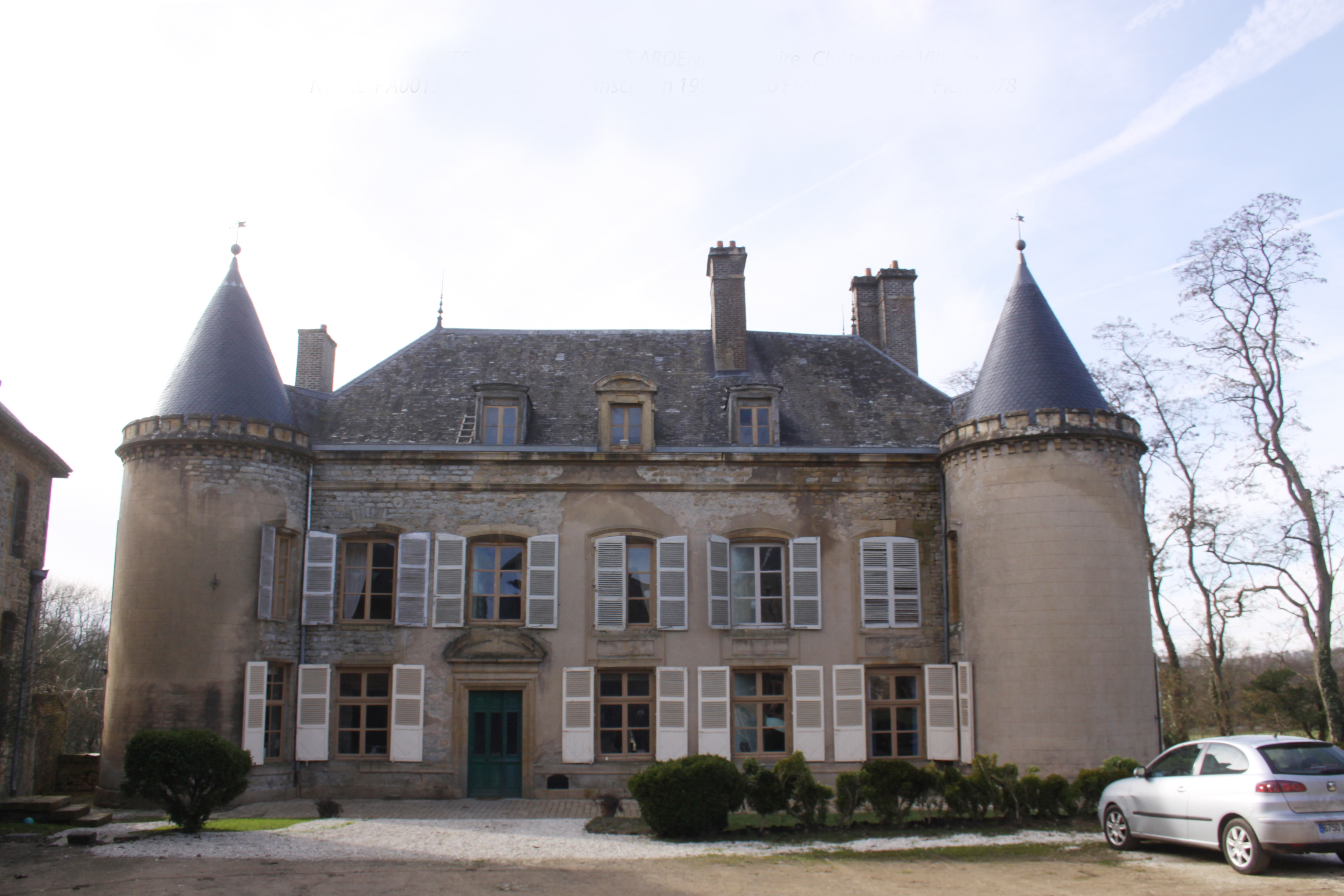
Kasteel Vilette
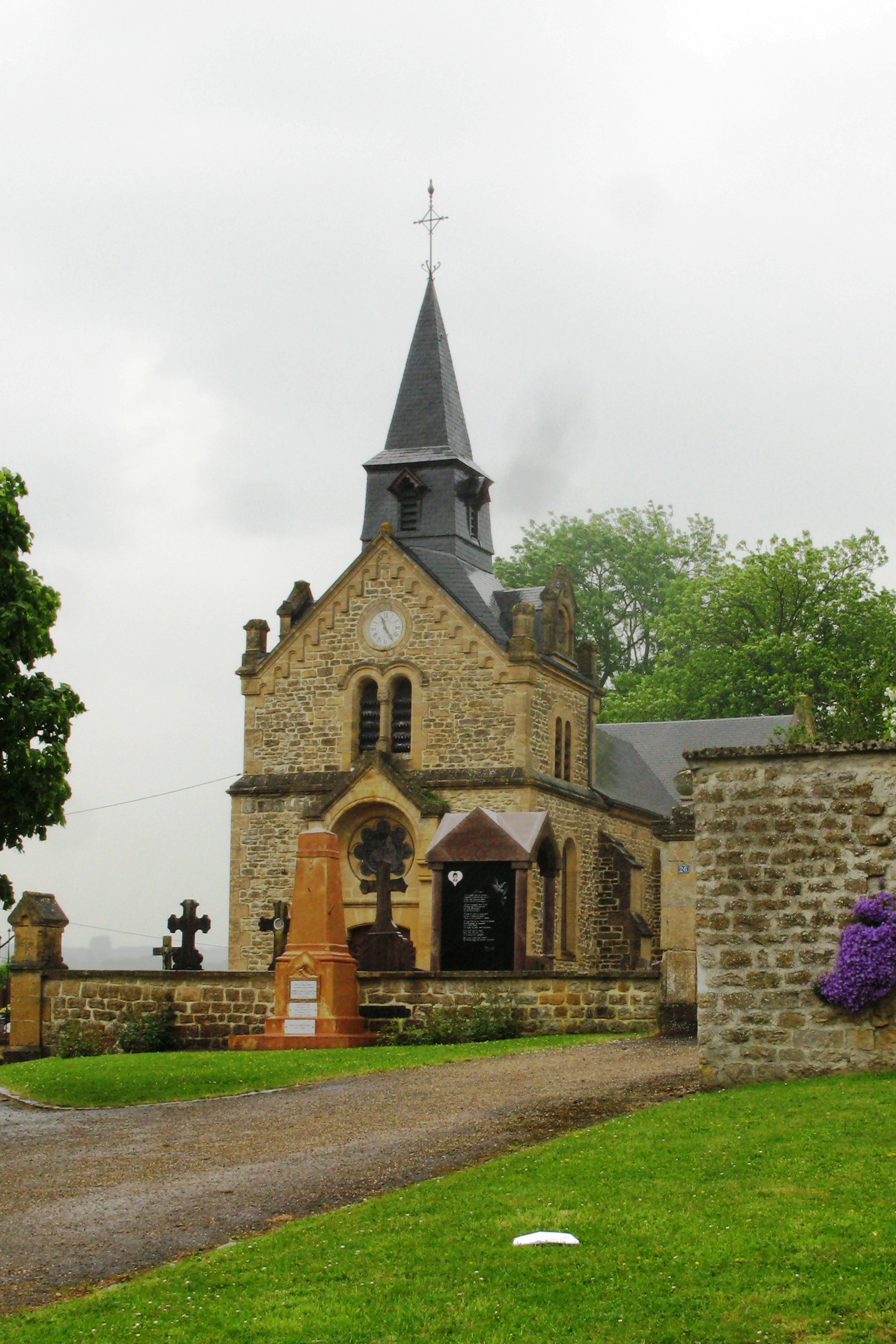
De kerk van Iges
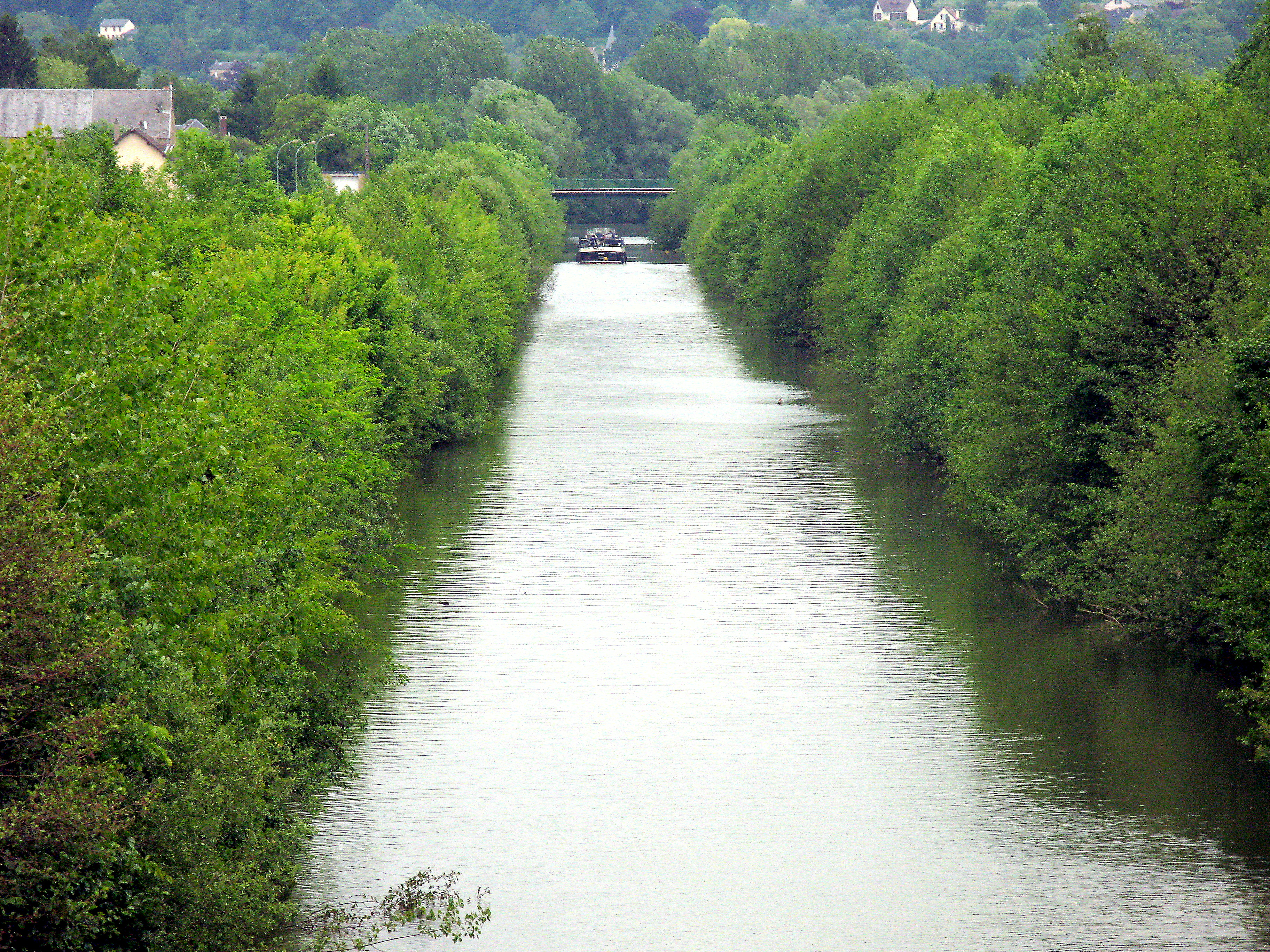
Kanaal van Glaire